# Famille Malter
Cette page explique l’histoire ou répertorie les différents membres de la famille Malter.
Malter (également Malterre ou Maltaire) est le nom d'une dynastie de danseurs et chorégraphes, dont certains furent membres de l'Académie royale de danse au XVIIIe siècle.
Cette dynastie est fort embrouillée et comporte au moins une dizaine de personnalités qu'il est souvent difficile d'identifier à coup sûr. Néanmoins les liens de parenté indiqués ci-dessous sont avérés par des documents d'époque.

## Branche parisienne
- Jean-Baptiste Malter (? -1709), maître de danse à Paris & Louise Delasalle
  - François-Antoine Malter (1671-1761), dit l'aîné, surnommé « la Petite Culotte », maître de danse, membre de l'Académie royale de danse, frère du précédents. Il a également composé les ballets annuels du Collège Louis-le-Grand de 1726 à 1744 au moins[1]
    - René Malter (1695 - Saint-Germain-en-Laye, 29 décembre 1775), membre et doyen de l'Académie royale de danse, fils du précédent
      - Élisabeth Malter (Paris, 1749 - ?), épouse Soligny, danseuse et maîtresse de ballet, fille du précédent

    - François-Louis Malter (1699 - Saint-Germain-en-Laye, 2 mai 1788), dit le cadet, surnommé « le Diable », danseur des ballets du roi, membre de l'Académie royale de danse, frère de René

  - Jean-Pierre Malter (168?-1730), maître de danse, membre de l'Académie royale de danse
  - Claude Malter (167?- ?), maître de danse à Paris, père de Claude Antoine Malter, qui épouse Marie Le Prince de Beaumont en 1737.

## Branche dérivée par alliance
- François Duval dit Malter (Paris, 21 mai 1743 - ?), maître de ballet de l'Opéra, fils d'Antoine Duval (maître de danse) et d'Henriette Brigitte Malter, et neveu des précédents
  - Jean Malter dit Hamoir (? -1805), maître de ballet du Théâtre des Variétés-Amusantes de 1779 à 1781, fils du précédent

## Branche « bordelaise »: enfants de Jean Nicolas Malter, maître à danser, et Madeleine Gosselin
- Jean-François Malter, danseur de province
- Jean Nicolas Aubin Malter surnommé Jean-Baptiste Malter (Bordeaux, 6 novembre 1701 - 1758 Nantes), surnommé « l'Oiseau » ou « l'Anglais », membre de l'Académie royale de danse, dansa notamment à Grenoble, Lyon et Londres.

## Branche allemande
- Pierre-Henri Malter (Montauban vers 1700 - Stuttgart, 27 février 1784), maître de danse de la cour de Wurtemberg

## Branche non identifiée
- Pierre-Conrad Malter (Paris, 7 février 1770 - Laxou, 15 août 1850), maître de ballet au Théâtre de l'Ambigu-Comique en 1788.